# Christian Blache
Christian Vigilius Blache (1. februar 1838 i Aarhus – 14. marts 1920 i København) var en dansk marinemaler.
Han blev student 1857 men forlod studierne for at gå i lære som skibsbygger og var to år i lære som sådan. Han blev her klar over, at sømaleriet var hans fremtid. Han blev uddannet på Kunstakademiet under  professor C.F. Sørensen.
I 1863 begyndte han at udstille, og det følgende år købte Den Kongelige Malerisamling Fra Begtrupvigen ved Hals, og i 1865 fik han den Neuhausenske Præmie for Danske Orlogsskibe under Letning i Sundet. 1867 vandt han atter præmien.
Foruden at Blache var en dygtig marinemaler, udmærker de fleste af hans billeder sig ved en korrekt behandling af luften og en livfuld staffage. Blache blev i 1888 medlem af Kunstakademiets Plenarforsamling, efter at han to gange havde modtaget dets Årsmedalje.
Blache regnes for at høre til blandt de tidlige Skagensmalerne.
1888 blev han Ridder af Dannebrog, 1898 titulær professor, 1904 Dannebrogsmand og 1914 Kommandør af 2. grad.
Han er begravet på Garnisons Kirkegård.

## Værker
- Fra Begtrupvigen ved Hals (1864),
- Danske Orlogsskibe under Letning i Sundet (1865),
- Redningsbaaden kjøres til Strandingsstedet (1871),
- Fra Stranden ved Scheveningen, en Fiskerskøjte trækkes paa Land (1876),
- Søren Kanne, som med sine Heste redder to skibbrudne (1877),
- Store Dønninger mod en Klippekyst (1883),
- Christianshavns Kanal set fra Trangraven (1885),
- Stille eftermiddag udover sandgrundene ved Lynæs (1893)

## Billedgalleri
- Sejlbåde ud for Skagen, 1869
- Dampskibet Kjøbenhavn, 1869
- Gamtofte, omkring 1890
- Stille eftermiddag udover sandgrundene ved Lynæs, 1893
- Skibe på Øresund med København i baggrunden, 1912
- Strandpartie fra Lönstrup, omkring 1920

## Eksterne kilder og henvisninger
- Om Chr. Blache i Dansk Biografisk Leksikon på Projekt Runeberg
- Fanø Kunstmuseum Arkiveret 23. januar 2022 hos  Wayback Machine
- Christian Blache på Kunstindeks Danmark/Weilbachs Kunstnerleksikon
- Christian Blache på Dansk Forfatterleksikon

- Wikimedia Commons har flere filer relateret til Christian Blache